# Hadena cinochrea
Hadena cinochrea är en fjärilsart som beskrevs av Pierre Chrétien 1911. Hadena cinochrea ingår i släktet Hadena och familjen nattflyn. Inga underarter finns listade i Catalogue of Life.